# کانتری گاردن
کانتری گاردن (انگلیسی: Country Garden) شرکت املاک و مستغلات چینی است، که در زمینه سرمایه‌گذاری و ساخت‌وساز زیرساخت‌های شهری و صنعتی، مدیریت مجتمع‌های مسکونی، اداری و تجاری، توسعه املاک و مستغلات، مهمان‌نوازی و هتلداری فعالیت می‌نماید. 
شرکت کانتری گاردن در سال ۱۹۹۲ توسط یانگ گوکیانگ راه‌اندازی شد و در حال حاضر دارای عملیات در کشورهای جمهوری خلق چین، مالزی و استرالیا می‌باشد.
دفتر مرکزی این شرکت در شهر فوشان، گوانگ‌دونگ، جمهوری خلق چین قرار دارد و بخشی از سهام آن در بازار بورس اوراق بهادار هنگ کنگ معامله می‌شود. بزرگترین سهام‌دار شرکت کانتری گاردن یانگ هویان می‌باشد.